# Léone François
Pour les articles homonymes, voir François.
Léone François, née le 9 février 1991 à Bruxelles, est une actrice belge.

## Biographie
Après ses études secondaires, Léone François effectue un stage au Cours Florent à Paris, suivi d'une formation théâtrale de six mois à l'Université de Buenos Aires. 
De 2010 à 2014 elle suit
un master en interprétation dramatique à Institut des arts de diffusion(IAD) à Louvain-la-Neuve. 
et en 2014, elle est diplômée. 
Dès 2008, parallèlement à ses études, elle commence une carrière théâtrale. Avec plusieurs autres étudiants de l'IAD, en 2012, elle joue dans la websérie Typique diffusée pendant quatre saisons sur YouTube puis sur les plateformes de la RTBF.
En 2017, elle reprend son rôle dans l'adaptation en websérie de la pièce de théâtre La Théorie du Y. Les deux saisons de cette fiction, qui traite de la bisexualité, lui permettent de recevoir une visibilité internationale et de remporter le prix de la meilleure actrice au São Paulo Web Fest de 2018.
Elle poursuit sa carrière au théâtre tout en participant à plusieurs fictions, pour la télévision ou le cinéma. On[Qui ?] la retrouve notamment aux côtés de Michèle Bernier dans un épisode de Meurtres à... pour France 3.

### Vie privée
Léone François est la fille du vidéaste, photographe et plasticien Michel François et de l'artiste plasticienne Ann Veronica Janssens.

## Théâtre
- 2023 : Violence and son, de Gary Owen (dramaturge), mise en scène de Jean-Michel Van den Eeyden, Théâtre de Poche (Bruxelles) - Théâtre de l'Ancre[7]
- 2019 : Régis, mise en scène Canine Collectif, Théâtre des Riches Claires
- 2018 : Sylvia, mise en scène de Fabrice Murgia, Théâtre national Wallonie-Bruxelles
- 2018 : Frankenstein de Mary Shelley, mise en scène de Jan Christoph Gockel, Théâtre national Wallonie-Bruxelles
- 2018 : L'Herbe de l'oubli, mise en scène de Jean-Michel d'Hoop, Théâtre de Poche (Bruxelles)
- 2017 : Gunfactory de la Compagnie Point Zéro, mise en scène de Jean-Michel d'Hoop
- 2016 : Exit de Fausto Paravidino, mise en scène Fabrice Gardin, Théâtre royal des Galeries (Bruxelles)
- 2015 : Take the Floor de Michel François, Kunstenfestivaldesarts
- 2015 : La Théorie du Y de Caroline Taillet, Théâtre des Riches Claires
- 2014 : Le Portrait de Dorian Gray de Patrice Mincke, Théâtre royal des Galeries
- 2014 : Nuit d'été de Jean Michel d’Hoop, Atelier Théâtre Jean Vilar
- 2014 : Les Enfants du soleil de Maxime Gorki, mise en scène d'Itsik Elbaz
- 2013 : Sauterelles de Biljana Srbljanović, mise en scène de Sylvie de Braeckeleer
- 2012 : Le Revizor de Nicolas Gogol, mise en scène de Luc Van Grunderbeek
- 2012 : Phèdre de Jean Racine, mise en scène d'Itsik Elbaz
- 2011 : Atteinte à sa vie de Martin Crimp, mise en scène de Marcel Delval
- 2011 : Scènes de la vie conjugale d'Ingmar Bergman, mise en scène de Michel Wright
- 2010 : Hamelin de Juan Mayorga, mise en scène de Luc Van Grunderbeek
- 2010 : Petit Théâtre sans importance de Gildas Bourdet, mise en scène d'Éric De Staercke
- 2008 : Californie, paradis des morts de faim de Sam Shepard, mise en scène de Mireille Cherbonnier

## Filmographie

### Cinéma
- 2013 : Baby Baloon de Stefan Liberski
- 2016 : Rupture pour tous d'Éric Capitaine
- 2019 : Jeunesse sauvage de Frédéric Carpentier

### Télévision
- 2012-2015 : Typique de Lionel Delhaye
- 2017 : Meurtres à Orléans de Jean-Marc Seban
- 2017-2019 : La Théorie du Y de Caroline Taillet
- 2023 : Braqueurs : Valéria
- 2023 : Les Invisibles (épisode "Vauban") : Émilie

## Doublage
- 2022 : Tout le monde ment : voix additionnelles[8]
- 2022 : El inmortal (es) : voix additionnelles[8]
- 2023 : Doctor Who - L'église de Ruby Road : Davina McCall (elle-même) (Spécial Noël)